# Лизимах
Лизимах (око 360. п. н. е. -281. п. н. е.) је био генерал у војсци Алекасандра Македонског и један од дијадоха (наследника). Био је краљ Тракије од 306. п. н. е., краљ Мале Азије од 301. п. н. е. и краљ Македоније заједно са Пиром од 288. п. н. е.
Током Александрове кампање у Персији био му је један од телохранитеља. Када је Александар умро 323. п. н. е. постаје сатрап Тракије.
Удружује се са Антипатером, Антигоном, Птолемејем и Кратером против Пердике.

## Борбе против Антигона
Током трећег рата дијадоса удружују се 315. п. н. е. са Птолемејем, Селеуком и Касандром против Антигона и његовог сина Деметрија Полиоркета.
Антигон успева да побуни тракијска и скитска племена против њега и тиме му скрене пажњу. Узима титулу краља Тракије 306. п. н. е. .
Лизимах, Птолемеј, Селеук и Касандар склапају савез и 302. п. н. е. нападају Антигона у Азији. Лизимах је напао Малу Азију, где није било неког отпора. Међутим током 301. п. н. е. Антигон и Деметрије успевају да га изолују код Ипса. Селеук долази Лизимаху у помоћ и у бици код Ипса 301. п. н. е. побеђују Антигона и убијају га. Антигонове поседе деле, тако да Лизимах добија велике делове Мале Азије.

## Деметрије обнавља непријатељства
Након елиминације Антигона Селеук му постаје опасан. Лизимах се удружује са Птолемејем и узима његову ћерку за жену. Деметрије обнавља непријатељства 297. п. н. е. током Лизимаховог одсуства из Грчке. Лизимах зато узима његове градове у Малој Азији. Склапају мир 294. п. н. е. и Лизимах признаје Деметрија краљем Македоније. Деметрије поново угрожава Тракију, па Лизимах склапа савез са епирским краљем Пиром.

## Лизимах на врхуцу моћи
Лизимах и Пир удруженим снагама 288. п. н. е. освајају Македонију и избацују Деметрија. Пир и Лизимах су заједнички постали краљеви Македоније. Деметрије је поново кренуо против Лизимаха, али Селеук га заробљава 285. п. н. е.
Лизимах избацује 285. п. н. е. Пира из Македоније и тиме постаје једини краљ Македоније.

## Интриге и пад
Домађе невоље су довеле до Лизимаховог пада. Лизимах има сина Агатокла из првог брака, који треба бити наследник. Лизимахова жена, ћерка Птолемејева, жели да њен син буде наследник, па лажно оптужује Агатокла да кује уроту са Селеуком против оца. Лизимах убија свог сина Агатокла. То изазива револт и код становништва и код пријатеља. Многи градови у Азији се буне. Агатоклеова жена бежи код Селеука, који побеђује Лизимаха 281. п. н. е. у бици код Корупедија. Лизимах је убијен у тој бици.